# Такеда Йохеї
Йохеї Такеда (яп. 武田 洋平, нар. 30 червня 1987, Осака) — японський футболіст, воротар клубу «Нагоя Грампус».
Виступав, зокрема, за клуб «Ойта Трініта».

## Ігрова кар'єра
У дорослому футболі дебютував 2006 року виступами за команду клубу «Сімідзу С-Палс», в якому, утім, основним гравцем не став і протягом наступних 7 років взяв участь лише у 4 матчах чемпіонату. В 2011 і 2012 роках на умовах оренди грав відповідно за «Альбірекс Ніїгата» і «Гамба Осака».
2013 року перейшов до «Сересо Осака», а з 2014 по 2015 рік грав за «Ойта Трініта».
До складу клубу «Нагоя Грампус» приєднався 2016 року. Станом на 3 грудня 2017 року відіграв за команду з Нагої 18 матчів в національному чемпіонаті.

## Виступи за збірну
2007 року залучався до складу молодіжної збірної Японії, провів за неї одну офіційну гру. У її складі був учасником молодіжного чемпіонату світу 2007 року.

## Титули і досягнення
- Володар Кубка Джей-ліги (1):

«Наґоя Ґрампус»: 2021